# 2021年の欧州連合
2021年の欧州連合 （2021ねんのおうしゅうれんごう）では、2021年の欧州連合（EU）に関する出来事について記述する。

## 代表者等
- 欧州理事会議長
  - 第3代:  シャルル・ミシェル （2019年12月1日 - ）
- 欧州議会議長
  - 第32代:  ダヴィド・サッソリ （2019年7月3日 - ）
- 欧州委員会委員長
  - 第13代:  ウルズラ・フォン・デア・ライエン （2019年12月1日 - ）
- 欧州連合外務・安全保障政策上級代表
  - 第3代:  ジョセップ・ボレル （2019年12月1日 - ）

## できごと

### 1月
- 1月1日
  - 2021年中の一年間、欧州文化首都はルーマニアのティミショアラ、ギリシャのエレウシス、セルビアのノヴィ・サドに。
  - ポルトガル、欧州連合理事会議長国に就任。任期は、2021年6月30日まで。
  - イギリスの欧州連合離脱に伴うEU法適用の移行期間、午前0時をもって終了。
- 1月25日 - 茂木敏充日本国外務大臣は、欧州連合外務理事会にオンラインで出席し、東シナ海や南シナ海における安全保障問題、民主主義や人権といった基本原則、インフラ開発等に伴う対外債務問題による途上国の自律性低下といった、中華人民共和国を念頭に置いた問題提起を行い、自由で開かれたインド太平洋戦略とそれに関する具体的進捗の提示等を行う。日本及びEUは、連結性、海洋安全保障、環境・気候変動、デジタル等の分野において協力を更に進めていくこと及び米国を始めとする同志国と協力して国際社会においてリーダーシップを発揮していくことの重要性で一致[1]。

### 2月
- 2月1日 - 茂木敏充日本国外務大臣及びヴァルディス・ドンブロウスキス欧州委員会上級副委員長兼貿易担当欧州委員等の両政府関係者が、日本・EU経済連携協定（日EU・EPA）による合同委員会の第２回会合を実施[2]。

### 3月
- 3月9日 - 2030年までを「デジタルの10年（Digital Decade）」として、2030年までの具体的な施策事項である「デジタル・コンパス（Digital Compass）2030」を公表した。以下の四つの柱が示されている。
  - デジタルスキル及び高度デジタル技術専門家：成人80％によるデジタル基本技術の習得。ICT専門家のEU域内雇用2,000万人
    - 高セキュリティ／高パフォーマンス／持続可能なデジタルインフラ：全世帯のギガビット接続。全人口の5Gカバー。気候変動中立なエッジ・コンピューティング・ノード設置等

  - ビジネス分野のデジタル・トランスフォーメーション（DX）：域内企業の4分の3によるクラウド・コンピューティング、ビッグデータ、人工知能の活用。中小企業の90％によるデジタル集約技術の活用等
  - 公共サービスのデジタル化：主要公共サービスのオンライン化。全市民によるeヘルスへのアクセス。市民80％への電子IDの普及[3]

- 3月15日 - EUの研究・イノベーション枠組みプログラム「Horizon Europe」における最初の4年間（2021～2024年）の戦略計画を採択した。予算総額955億EURとなる同プログラムでは、気候中立やグリーン・ヨーロッパ、欧州のデジタル化対応、人に優しい経済等、EU政策の優先事項への貢献が求められており、最初の4年間の投資に関する戦略的方針が打ち出された。同方針4項目の主な内容は以下のとおり。
  - 鍵となるデジタル新興技術や分野、バリューチェーンの開発により、オープンかつ戦略的自主性を促進する。
  - 欧州の生態系及び生物の多様性を復元し、天然資源を持続的に管理する。
  - デジタル技術を活用した循環的で、気候中立、持続可能な経済を欧州で実現。
  - よりレジリエントかつ包摂的で、民主的な欧州社会を創設する[3]。
- 3月22日 - EU理事会は、デジタル・プラットフォーム上のビジネス収入と課税に関して行政機関の協力強化を図る新規則を採択した。同規則では、加盟各国の税務当局がデジタル・プラットフォーム上の収入について調査を実施し、納税義務を決定する権限が与えられる。また、デジタル・プラットフォーム事業者にとっても、EU共通の枠組み導入により、一加盟国での報告で済むため手続が容易になる。EU域内外のデジタル・プラットフォームを対象として、2023年1月1日以降に適用される[3]。

### 4月
- 4月21日 - 欧州委員会が、AIに関する世界初の法的枠組であるAIに関する包括的な規制案を発表。EU加盟各国との協調計画を内包し、AIに関する国際基準の設定において欧州の主導的立場を強化するねらいがあるとしている。同案においては、EUで使用されるAIシステムが、安全、透明、倫理的、公平、そして人間の管理下にあることを確認するために、人間の生命や権利へ与える影響の大きさを基準として、AI利用を「禁止（人の生命・身体の安全や社会生活、基本的人権に対して明らかな脅威となるもの）」、「高リスク（人の生命・身体の安全や社会生活、基本的人権に対して不利益をもたらすもの）」、「限定的な危険性（リスクは限定的であるが、透明性要件に服する必要があるもの）」、「最小限の危険性（リスクがごくわずか、又はリスクを伴わないもの）」の4段階に分類している。以下にその代表例を列挙する。危険性の高いAIシステムについては事前の適合性評価に合格することが義務付け、基準を満たした場合のみ登録及び認証され、商用化が認められる仕組み[3]。
  - 禁止
    1. 潜在意識の操作に使用されるもの
    2. 障がい者の搾取に使用されるもの
    3. 公共機関による社会的スコアの付与に使用されるもの
    4. 公的空間での法執行目的の遠隔生体認証に使用されるもの

  - 高リスク（各種要求事項の準拠及び事前適合性評価の実施を条件として利用可）
    1. 産業機械、医療機器等、法規制によって第三者認証の対象とされているもの
    2. 自然人の生体認証・分類に使用されるもの
    3. 重要インフラの管理・運用に使用されるもの
    4. 教育、職業訓練に使用されるもの
    5. 司法運営と民主的プロセスに関与するもの

  - 限定的な危険性（透明性に関する情報開示等の要件を満たすことを条件として利用可）
    1. 自然人と相互作用するもの
    2. 自然人の生体認証・分類に使用されるもの
    3. 感情推定や生体情報に基づくカテゴリ形成を行うもの

  - 最小限の危険性（利用可）
    1. 上記以外のAIシステ

### 5月
- 5月4日 - 茂木敏充日本国外務大臣及びジョセップ・ボレル・フォンテジェス欧州連合外務・安全保障政策上級代表兼欧州委員会副委員長と外相会合を実施[4]。
- 5月27日 - 菅義偉日本国内閣総理大臣は、シャルル・ミシェル欧州理事会議長及びウルズラ・フォン・デア・ライエン欧州委員会委員長との間で、第27回日EU定期首脳協議をテレビ会議形式で実施[5]。
  - 日EUの一般的な協力関係を推進するほか、安全保障分野において、インド太平洋におけるEUのプレゼンス拡大と協力の推進、ASEANの重要性を確認。
  - 中華人民共和国について、一方的な現状変更の試みの継続・強化に強く反対すること、香港情勢や新疆ウイグル自治区の人権問題に関する懸念、台湾海峡の平和と安定の重要性、そして両岸問題の平和的その他、解決を促すことで一致。
  - 北朝鮮について、大量破壊兵器及び弾道ミサイルの完全・検証可能・不可逆的な廃棄の実現に向けた安保理決議の完全な履行で一致。菅首相から、拉致問題の即時解決に向けた理解と協力を求め、EUから支持を得る。
  - 日EUグリーン・アライアンスの立ち上げを発表、双方で気候変動対策、環境対策の取組を加速し、国際社会をリードしていくことで一致。
  - 菅首相からワクチン輸出の継続、日本産食品への輸入規制の早期撤廃を要請。

### 6月
- 6月14日 - 欧州委員会、欧州議会、EU理事会の3機関は2021年6月14日、デジタル新型コロナウイルス感染症証明書の実施に関して正式に署名し、同証明書関連規則の立法手続が完了した。同証明書はすべての人が入手可能であり、主な特徴は以下のとおりとなっている。
  - ワクチン接種、検査結果及び回復状況を提示
  - 無料で提供され、全EU公用語に対応
  - デジタル及び紙の両フォーマットで発行
  - 安全性が高く、デジタル署名されたQRコードを含む  同規則は2021年7月1日より適用となっている[3]。
- 6月30日 - 日・ＥＵ航空安全協定が発効。航空機等の民間航空製品の輸出入に際して行われる検査等の重複を取り除く ことにより、航空産業の負担を軽減 し、民間航空製品の自由な流通を促進するとともに、航空の安全に関する日・ＥＵの協力を強化するもの[6]。

### 7月
- 7月1日 - スロベニア、欧州連合理事会議長国に就任。任期は、2021年12月31日まで。
- 7月19日 - 「デジタル・コンパス2030」に掲げる目標の達成を目指し、プロセッサ及び半導体技術と、産業データ／エッジ／クラウドの二つの分野に関する新・産業アライアンスを発足したと発表した。官民協働で取り組む新アライアンスの目的は、EU域内における次世代のマイクロチップや産業クラウド／エッジコンピューティング技術の開発を推進するほか、業界全体のボトルネック、ニーズ及び依存性等の現状を分析し、EUのデジタル産業を強化することとなっている[3]。

### 9月
- 9月15日 - 2030年までに実現を目指す具体的なデジタル分野の目標を定める欧州2030政策プログラム「デジタルの10年への道（Path to the Digital Decade）」の提案を発表した。①デジタル・スキル及び教育の強化、②安全で持続性のあるデジタル・インフラストラクチャ、②ビジネスのDX、④公共サービスのデジタル化の4分野におけるターゲットが策定されている。投資対象プロジェクトの最初のリストとして、データインフラ、低消費電力プロセッサ、5G通信、高性能コンピューティング、安全性の高い量子通信、ブロックチェーン、電子行政サービス等を挙げている[3]。

### 10月
- 10月29日 - 欧州委員会は、無線デバイスに対して、市場に出回る前に安全性を保証するため、各メーカーに対して設計や生産過程におけるサイバーセキュリティ・セーフガードに関する新たな要件を課す委任立法を採択した[3]。

### 12月
- 12月1日 - 中国の「一帯一路」に対抗するための戦略として、EU域外向けの新たなインフラ支援戦略「グローバル・ゲートウェイ」の政策文書を発表した。グローバル・ゲートウェイ構想では、世界インフラの開発、及び世界のグリーン化及びデジタル化を支援するため2027年までに主に融資や債務保証等で最大3,000億EURの投資動員を目指すとしており、デジタル、気候及びエネルギー、交通、医療、教育及び研究を五つの優先投資分野として指定し、投資の際に重視する基本理念として以下の項目を挙げている[3]。
  - 民主的価値の促進
  - グリーンかつクリーンなインフラ
  - 望ましいガバナンス及び透明性の確保
  - 対等なパートナーシップ
  - セキュリティ重視
  - 民間資本の促進
- 12月3日 - EU全体のレジリエンス及びインシデント対応能力を強化することを目的とした、ネットワーク情報セキュリティ（NIS）指令の改正案「NIS2」の概要について承認したと発表した。エネルギー、交通、医療及びデジタル・インフラ等、同指令の対象となるすべての分野におけるリスク管理対策及び報告要件について、規制枠組を最小限に抑えたEU共通の基準を設定するもの。また加盟国間の協力体制を促進するメカニズムとして、大規模なサイバーセキュリティ・インシデントの共同管理を支援する、欧州サイバー危機連絡調整ネットワーク「EU-CyCLONe」の設置を決定している。NIS指令の対象がエッセンシャル・サービス・プロバイダやデジタル・サービス・プロバイダに限定されていたのに対して、改正版では指定された産業分野におけるすべての中規模及び大規模事業者と対象を大幅に拡大している[3]。